# Carlos Augusto Pereira Guimarães
Carlos Augusto Pereira Guimarães (Paraibuna, 15 de janeiro de 1862 — São Paulo, 20 de fevereiro de 1927) foi um advogado e político brasileiro.
Na politica, membro do Partido Republicano Paulista, foi Deputado na Câmara do Congresso Legislativo do Estado de São Paulo por três legislaturas (1898 a 1900, 1901 a 1903 e 1907 a 1909), onde foi por três vezes presidente da Câmara do Congresso Legislativo do Estado de São Paulo de São Paulo de 11 de abril de 1899 a 9 de abril de 1902.
Quando Manuel Joaquim de Albuquerque Lins foi governador do Estado de São Paulo, Carlos Augusto Pereira Guimarães foi secretario do Interior de 1908 a 1911 e secretario da Fazenda e Tesouro em 1911.
Foi Vice-Presidente do Estado de São Paulo (equivalente hoje de Vice-Governador do Estado de São Paulo) de 1912 a 1916 quando Francisco de Paula Rodrigues Alves era Presidente do Estado de São Paulo (equivalente do atual Governador do Estado de São Paulo).